# (4938) 1986 CQ1
(4938) 1986 CQ1 là một tiểu hành tinh vành đai chính. Nó được phát hiện bởi Henri Debehogne ở Đài thiên văn La Silla ở Chile ngày 5 tháng 2 năm 1986.